# Comitato per i Diritti Umani delle Nazioni Unite
Il Comitato per i diritti umani delle Nazioni Unite (in inglese: Human Rights Committee) è un organismo delle Nazioni Unite composto da 18 esperti che si riunisce tre volte all'anno per sessioni della durata di 4 settimane ognuna (nella sessione primaverile presso la sede di New York, nelle sessioni estiva ed autunnale presso gli uffici ONU di Ginevra).

## Funzioni
Il Comitato esamina tutti i rapporti quinquennali consegnati da 169 Stati membri in conformità con la convenzione internazionale sui diritti civili e politici e tutte le eventuali petizioni riguardanti 116 Stati afferenti al Protocollo Opzionale.
Il Comitato è uno dei dieci organismi ONU riguardanti i diritti umani, ognuno responsabile della supervisione dell'implementazione di un particolare trattato.

## Fonti
Gli Stati che hanno ratificato o aderito al Primo protocollo opzionale (attualmente 116 Paesi) hanno accettato che le persone presenti entro la propria giurisdizione possano produrre petizioni al Comitato e richiedendone così il parere, laddove le disposizioni tutelate dal Comitato stesso siano state violate. Per quei Paesi, il Comitato funge da meccanismo per il ricorso internazionale sull'abuso dei diritti umani, in modo simile ai meccanismi regionali accordati alla Corte interamericana dei diritti umani o alla Corte europea dei diritti dell'uomo. Il Primo protocollo opzionale è entrato in vigore il 23 marzo 1976.
Il Secondo protocollo opzionale, in vigore dall'11 luglio 1991, mira all'abolizione della pena capitale e ne fanno parte 84 Stati.

## Differenze
Il Comitato per i diritti umani non va confuso con il Consiglio per i diritti umani delle Nazioni Unite. Mentre quest'ultimo organismo è un vertice politico in cui gli Stati discutono su argomenti concernenti tutti i diritti umani (così come faceva fino al 2006 la Commissione per i diritti umani), il Comitato è un meccanismo fondato sui trattati, dove un gruppo di esperti esamina i rapporti e le regole riguardanti comunicazioni individuali pertinenti solo alla Convenzione internazionale sui diritti civili e politici. Tuttavia, è ancora dibattuta la questione se le "Considerazioni secondo l'articolo 5(4) del Protocollo opzionale" del Comitato siano da qualificare come decisioni di un organismo quasi-giurisdizionale, o se semplicemente costituiscano interpretazioni autorevoli nel merito dei casi portati alla sua attenzione.

## Composizione
I membri del Comitato, che devono essere "di elevata statura morale e di riconosciuta competenza nell'ambito dei diritti umani", sono eletti dagli Stati membri sulla base delle loro competenze e non della loro nazionalità, dato che non rappresentano il loro Paese; individualmente rimangono in carica quattro anni, con la metà dei loro membri eletti ogni due anni durante l'Assemblea generale delle Nazioni Unite.